# Ishé Samuels-Smith
Ishé Samuels-Smith (Mánchester, Inglaterra, 5 de junio de 2006) es un futbolista británico que juega como defensa en el R. C. Estrasburgo de la Ligue 1.

## Trayectoria
En 2023 llegó a las categorías inferiores del Chelsea F. C. procedente del Everton F. C. Jugó en los equipos sub-18 y sub-21 y llegó a ir convocado en siete ocasiones con el primer equipo antes de ser traspasado en julio de 2025 al R. C. Estrasburgo.

## Selección nacional
Ha representado a Inglaterra desde la categoría sub-15 hasta la sub-17.
El 6 de septiembre de 2023 debutó con la selección sub-18 de Inglaterra en la derrota por 2-0 ante Francia.
El 2 de noviembre de 2023 fue incluido en la lista de Inglaterra para la Copa Mundial de Fútbol Sub-17 de 2023.

## Estadísticas

### Clubes
Actualizado al último partido disputado el 30 de julio de 2025.
| Club                      | Div.          | Temporada     | Liga  | Liga  | Liga   | Copas nacionales | Copas nacionales | Copas nacionales | Copas internacionales | Copas internacionales | Copas internacionales | Total | Total | Total  |
| Club                      | Div.          | Temporada     | Part. | Goles | Asist. | Part.            | Goles            | Asist.           | Part.                 | Goles                 | Asist.                | Part. | Goles | Asist. |
| ------------------------- | ------------- | ------------- | ----- | ----- | ------ | ---------------- | ---------------- | ---------------- | --------------------- | --------------------- | --------------------- | ----- | ----- | ------ |
| R. C. Estrasburgo Francia | 1.ª           | 2025-26       | 0     | 0     | 0      | 0                | 0                | 0                | 0                     | 0                     | 0                     | 0     | 0     | 0      |
| R. C. Estrasburgo Francia | Total club    | Total club    | 0     | 0     | 0      | 0                | 0                | 0                | 0                     | 0                     | 0                     | 0     | 0     | 0      |
| Total carrera             | Total carrera | Total carrera | 0     | 0     | 0      | 0                | 0                | 0                | 0                     | 0                     | 0                     | 0     | 0     | 0      |